# Clov
Clov, bürgerlich Klaus Oliv (* 18. November 1944 in München; † 25. Januar 2000 in Tegernsee), war ein deutscher Cartoonist.

## Leben
Klaus Oliv studierte bis 1969 mehrere Semester Jura und absolvierte dann eine Ausbildung zum Werbegrafiker. Ab 1973 war er drei Jahre Mitinhaber einer kleinen Werbeagentur in München-Schwabing, ab 1976 freier Cartoonist für Verlage und Werbeagenturen.
1978 zog er nach Tegernsee, wo er  bis zu seinem Tod im Jahr 2000 lebte.
Neben Veröffentlichungen in Zeitschriften wie  Eltern oder P.M. Magazin entwickelte er ab 1975 Postkarten und Kalender. Bekannt ist das „Clov-Schwein“, eine Figur, die viele Jahre als Kalender erschien.

## Werk (Auswahl)
- „Cartoons für Golfer“, 1995, Lappan-Verlag
- „Mit Schwein durchs Jahr“, 1999, Postkartenkalender, Heye Verlag
- „Der Weg zu Glück und Erfolg“, posthum 2006, Lappan-Verlag

## Ausstellungen
- 2004: Posthume Ausstellung im Olaf-Gulbransson-Museum[2]